# Cobalt(III)-oxid
Cobalt(III)-oxid ist eine chemische Verbindung aus der Gruppe der Oxide des Cobalts. Die reine Form dieser Verbindung ist bisher nicht bekannt.

## Gewinnung und Darstellung
Durch Lufteinwirkung, aber schneller mit Oxidationsmitteln wie Chlor, Brom oder Wasserstoffperoxid, entsteht in basischer Lösung aus Cobalt(II)-hydroxid braunes Cobalt(III)oxid-Hydrat Co2O3·nH2O. Aus Cobalt(III)-hydroxid lässt sich nur unter besonderen Bedingungen über Cobalthydroxidoxid CoO(OH) wasserfreies Cobalt(III)-oxid gewinnen, wobei jedoch vor der vollständigen Entwässerung schon eine Sauerstoffabspaltung und damit die Bildung anderer Cobaltoxide wie Co3O4 beginnt.

## Eigenschaften

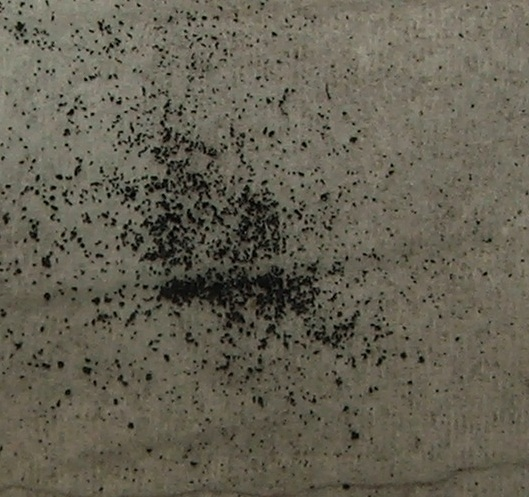
Cobalt(III)-oxid

Cobalt(III)-oxid ist ein grau-schwarzer Feststoff, welcher praktisch unlöslich in Wasser ist. Bei einer Temperatur über 895 °C spaltet es Sauerstoff ab, wobei sich Cobaltoxide wie Co3O4 und CoO bilden.

## Verwendung
Cobalt(III)-oxid wird wie auch das blaue Cobalt(II)-carbonat zum Färben von Glas, Porzellan und Email verwendet.